# PAST

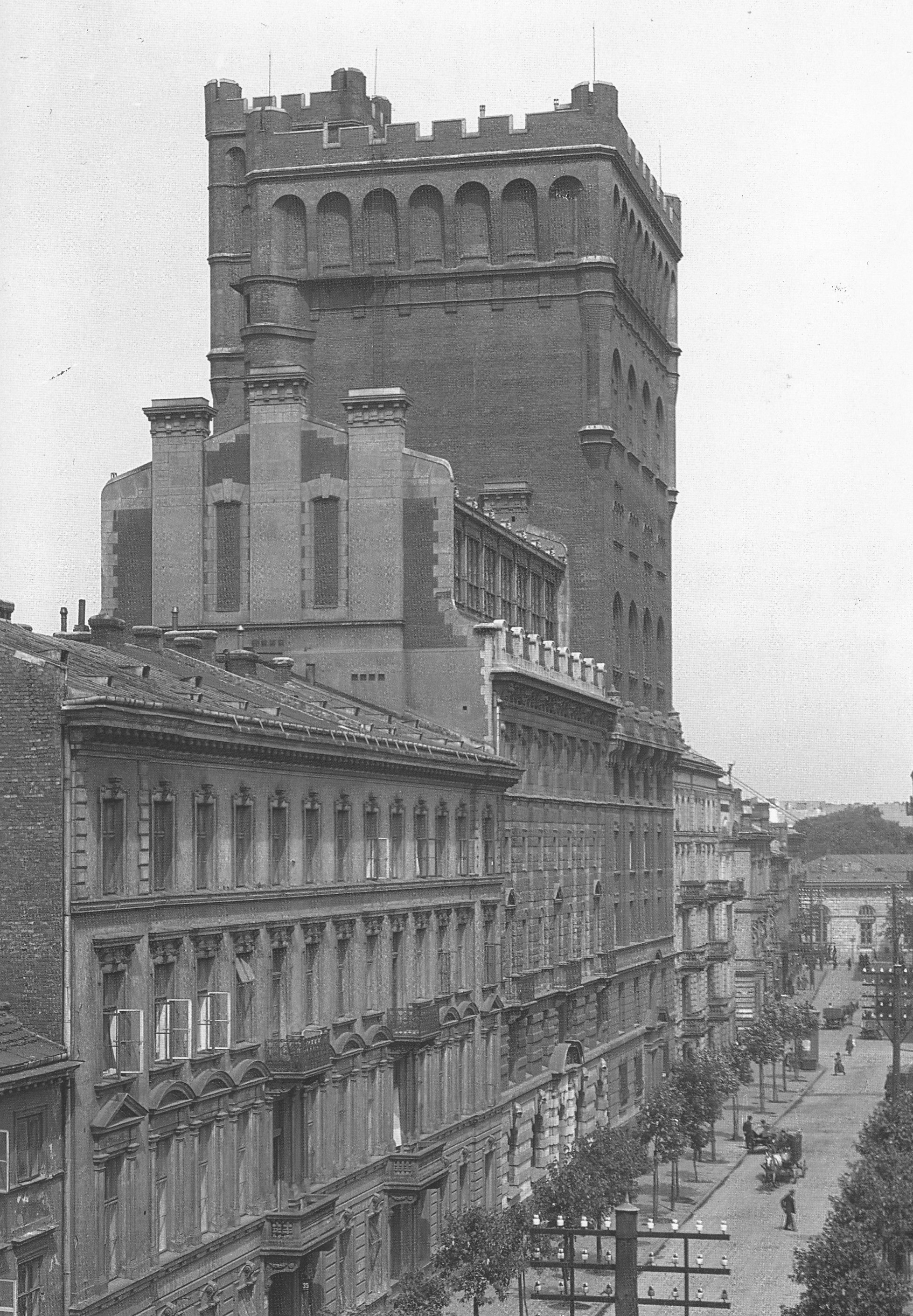
Довоєнний вигляд Головного корпусу Польської акціонерної телефонної компанії (фон) та Меншої будівлі цієї ж компанії (перший план).

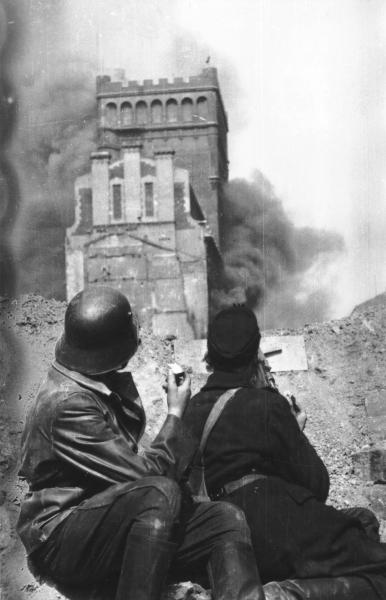
Спалення споруди Польської акціонерної телефонної компанії під час Варшавського повстання.

ПАСТ (пол. Polska Akcyjna Spółka Telefoniczna, Польська акціонерна телефонна компанія) була польським телефоністом у період між Першою та Другою світовими війнами. Вона відома своєю головною штаб-квартирою у Варшаві, яка на момент будівництва була першим і найвищим хмарочосом у Російській Імперії та найвищою спорудою Варшави. Боротьба за будівлю під час Варшавського повстання 1944 року також доповнила легенду про це місце.

## Історія
Шведська Телефонна акціонерна компанія, більш відома, як Cedergren, виграла тендер у 1900 році для розширення Варшавської телефонної мережі. З цією метою в центрі Варшави на Цільна Стріт було побудовано дві будівлі, що містили телефонну станцію та штаб-квартиру компанії. Споруда була побудована між 1904 та 1910 роками й складалась із двох частин. Нижча частина була спроєктована Л. Уальманом, І. Г. Классоном та Б. Брочовіч-Рогойским. Її будівництво закінчилось в 1904—1905 роках. Верхня частина була додана в 1907—1910 роках. Будівля була однією із перших масштабних залізобетонних конструкцій в Європі.
Термін дії ліцензії Cedergren закінчився в 1922 році, і внаслідок цього будівля перейшла у власність компанії PAST. Під час німецької окупації Польщі, компанія була регіональним телефонним центром Генеральної губернії. Під час Варшавського повстання 20 серпня 1944 року будівля була захоплена польськими повстанцями батальйону АК «Кілінські» після 20 днів кривавих боїв. Будівля була дуже пошкодженою. Споруда була реконструйована з простішою архітектурою вже після Другої світової війни. Сама телефонна компанія не була поновлена, а її активи перейшли у власність національної Польської комуністичної партії.
Історична Помилка Lua у Модуль:Не_перекладено у рядку 253: attempt to index local 'neededTitle' (a nil value). розташована відразу на розі будівлі.